# Sarah Stockbridge
Sarah Jane Stockbridge (Woking, 14 novembre 1965) è un'attrice ed ex modella britannica.
Nella seconda metà degli anni ottanta è stata la musa di Vivienne Westwood.

## Biografia
Figlia di un ingegnere civile, trascorre la sua infanzia nel Bahrain e poi in Perù prima di ritornare in Europa nel 1970.
Dopo una attiva carriera da modella iniziata a 18 anni per l'agenzia Models 1, si dedica al cinema apparendo in pellicole quali Il diario di Bridget Jones e Intervista col vampiro.
Madre di due figli, Max (1990) e Lelu (1999), è sposata dal 2010 con il musicista Cobalt Stargazer.

## Filmografia parziale
- Intervista col vampiro (Interview with the Vampire: The Vampire Chronicles), regia di Neil Jordan (1994)
- Il diario di Bridget Jones (Bridget Jones's Diary), regia di Sharon Maguire (2001)
- Enter the Void, regia di Gaspar Noé (2009)